# 尼尔斯·尼尔松
尼尔斯·尼尔松（瑞典語：Nils Nilsson，1936年3月8日—2017年6月24日），瑞典男子冰球运动员。他曾代表瑞典参加1956年、1960年和1964年冬季奥林匹克运动会冰球比赛，其中1964年冬季奥运会获得一枚银牌。